# Prikkels (tijdschrift)
Prikkels (soms Proost Prikkels) is een Nederlands tijdschrift dat meestal maandelijks werd uitgegeven door de papierhandel Proost en Zoon. Het tijdschrift ging van start in maart 1935 onder de naam Tips; het werd omgedoopt tot Prikkels met ingang van het derde nummer. Nr. 463, het laatste nummer, verscheen in 2011. In januari 1950 fuseerde Proost met de firma Brandt en Zoon, die voorafgaand aan de fusie een soortgelijk tijdschrift uitgaf onder de titel Brandt-Vonken. Na de fusie werd de reeks Prikkels voortgezet, soms onder enigszins afwijkende titel. 
Het doel van dit gratis tijdschrift was de klanten op humoristische wijze de mogelijkheden te tonen van wat er met het geleverde papier kan worden gemaakt. Ook bevatten deze deeltjes vaak informatie over papier en papierterminologie. De verschijningsvormen lopen zeer uiteen, van grote mappen en affiches tot kleine kaartjes. Nummer 400 bevat een bibliografie van de tot dan toe verschenen nummers.
Andere deeltjes zijn gewijd aan bijvoorbeeld:
- hoe met papier om te gaan

10 juni 1948
- hoe een papiermagazijn in te richten

10 december 1950 gfk-nummer
- hoe papier te vervoeren

10 februari 1951
- handige overzichten en tabellen technische gegevens

nr. 122, 10 mei 1949: Prikklopaedie of prikkels met encyclopaedische
een boekje met zeer veel handige gegevens voor gebruikers van papier
- insluitschema's

nr. 239, 10 sept. 1959, draaischijf
- papierterminologie
- oorlogservaringen tijdens de Tweede Wereldoorlog
- Prikkels 358, jnu 1976, tekst: Henk van Delden, vormgeving: Jan Brinkman, Nico Spelbrink, Guus Vos en Edo Smithuijzen, GVN. Theateradviezen: Ad Vissers, fotografie: Herman van Haastveen, silhouetten: Jos Steur, omslag: Invercate, eenzijdig dubbelgestreken glanzend kunstdruk, 350g/m2. binnenwerk: Promij extra wit, 135 g/m2, vouwvel: Magister Ledger, ivoorwit, 90 g.m2. met drie fabels van Jean de La Fontaine, De raaf en de vos, De Kater en de Oude Rat, de Haas en de Schildpad. Formaat: 25*25 cm. NIET vermeld: doorzichtig pepier, gevouwen vel, met gebruiksaanwijzing voor het schimmenspel.